# Аппій Клавдій Красс Інрегіллен
Аппій Клавдій Красс Інрегіллен (лат. Appius Claudius Crassus Inregillensis; близько 437 до н. е. — після 396 до н. е.) — політичний діяч Римської республіки, військовий трибун з консульською владою 403 року до н. е.

## Життєпис
Походив з патриціанського роду Клавдіїв. Син Аппія Клавдія Красса, військового трибуна з консульською владою 424 року до н. е.
У 416 році до н. е. був наймолодшим з сенаторів, запропонував переконати когось з плебейських трибунів накласти вето на аграрний законопроєкт. У 403 році до н. е. обіймав посаду військового трибуна з консульською владою. Залишився в Римі, коли його колеги вирушили на облогу Вейї. Протистояв плебейським трибунам, які були проти зведення зимового табору для продовження війни проти Вейї. Зумів переконати плебеїв, завдяки чому війну було продовжена взимку і з успіхом завершено.
У 396 році до н. е. виступив за розподіл здобичі, отриманої в результаті захоплення Вейї, тільки між легіонерами, а не між усіма громадянами, проте залишився в меншості. Подальша доля невідома.

## Родина
- Син Аппій Клавдій Красс Інрегілленс, консул 349 року до н. е.